# Sita Devi Yadav
Sita Devi Yadav é uma política nepalesa que faz parte do partido político Congresso do Nepal; ela serve como membro do 1º Parlamento Federal do Nepal. Nas eleições gerais do Nepal de 2017, ela foi eleita como representante proporcional da categoria de Madheshi.